# Base C
La Base C - Cabo Geddes (en inglés: Station C — Cape Geddes) fue una estación de investigación del Reino Unido ubicada en la península Ferguslie de la isla Laurie en las Orcadas del Sur. En esta base se realizaron investigaciones meteorológicas.

## Historia

### En la isla Coronación
Durante la Operación Tabarín en 1944 se pensó en establecer una base en la isla Signy, pero no se llevó adelante. Al año siguiente el proyecto se realizó pero en la isla Coronación, donde una cabaña fue inaugurada el 19 de febrero de 1945 en un área libre de hielo a 800 m al sureste de punta Moreton en la bahía Sandefjord (60°37′S 46°02′O / -60.617, -46.033. Fue llamada Base C - Bahía Sandefjord (en inglés: Station C — Sandefjord Bay). Esta base, sin embargo, no fue ocupada, y su estructura colapsó el 1 de febrero de 1955 permaneciendo actualmente en ruinas. Frecuentemente ha sido referida como Base P, pero no oficialmente.

### En la isla Laurie
La cabaña en la isla Coronación fue abandonada y la base reinaugurada el 21 de enero de 1946 en la isla Laurie. El edificio de la base recibió el nombre de Cardinall House en homenaje a sir Alan Cardinall, quien era entonces gobernador británico de las islas Malvinas. La base fue ocupada hasta que se la cerró el 17 de marzo de 1947 porque las operaciones fueron trasladadas a la nueva Base H (Base Signy) en la isla Signy.
La base permanece abandonada, pero es usada periódicamente por personal de la Base Orcadas de Argentina, ubicada en la misma isla, como refugio ocasional y sitio para la observación de aves.